# Delta Coronae Borealis
Delta Coronae Borealis (δ CrB) este o stea în constelația Coroana Boreală. Magnitudinea sa aparentă este de 4,60. Se află la o depărtare de Soare de 146 ani-lumină.